# Abbey Hoes
Emily Abigail Ashley Hoes Gauna (Roterdã, 20 de maio de 1994) é uma atriz holandesa. Ela ganhou um Bezerro de Ouro de Melhor Atriz no Festival de Cinema da Holanda e um Shooting Stars Award no Festival de Cinema de Berlim por seu papel-título no filme Nena (2014).

## Filmografia

### Cinema
- Maite was here (2009) – Maite
- Tirza (2010) – Ibi
- Finnemans (2010) – Lizzie
- Nina Satana 2011) – Nina
- Furious (2011) – Roosmarijn
- To Be King (2012) – Kim
- Nena (2014) –  Nena
- Escape (2015) – Julia jovem
- Ventoux (2015) – Laura jovem
- Hotel de Grote L (2017) - Libbie
- Zwaar verliefd! (2018) - Tamara
- Cuban Love (2019) – Maartje
- Costa!! (2022) – Anna

### Televisão
- SpangaS (2008) – Brechtje
- The Year Zero (2009–2012) – Felix
- VRijland (2010–2012) – Daantje Kruithof
- Feuten (2012) – Charlie Zekveld
- Violetta (2013) – Violetta (voz)
- Snow White (2014) – Blanche